# Gürtelstraße (Wien)
Wiener Gürtelstraße er en vej i Wien, Østrig. I hverdagsproget går vejen under navnet Wiener Gürtel eller blot Gürtel (bælte).
Wiener Gürtel er efter Wiener Ringstraße og den såkaldte "Zweierlinie" den tredje, ringformigede hovedtrafikåre, der omkranser bykernen. Vejen er ikke blot en af de tættest trafikerede veje i Østrig men også i hele Europa.
I den østrigske vejnummerering har Wiener Gürtel nummer 221.
48°11′57″N 16°20′19.3″Ø / 48.19917°N 16.338694°Ø